# Nigeria op de Olympische Zomerspelen 1992
Nigeria nam deel aan de Olympische Zomerspelen 1992 in Barcelona, Spanje.

## Medailleoverzicht
| Sport    | Olympiër                                                                 | Onderdeel  | Medaille |
| -------- | ------------------------------------------------------------------------ | ---------- | -------- |
| Atletiek | Olapade Adeniken Davidson Ezinwa Osmond Ezinwa Chidi Imoh Oluyemi Kayode | 4x100m (m) | Zilver   |
| Boksen   | David Izonritei                                                          | -91kg (m)  | Zilver   |
| Boksen   | Richard Igbineghu                                                        | +91kg (m)  | Zilver   |
| Atletiek | Faith Idehen Mary Onyali Christy Opara-Thompson Beatrice Utondu          | 4x100m (v) | Brons    |

## Deelnemers en resultaten

### Atletiek
| Olympiër                                                                 | Discipline | Resultaat | Prestatie                                                                                             |
| ------------------------------------------------------------------------ | ---------- | --------- | --- |
| Olapade Adeniken                                                         | 100m (m)   | 6e        | serie 7: 1ste in 10,36 kwartfinale 3: 2de in 10,22 halve finale 2: 3de in 10,28 finale: 6de in 10,12  |
| Davidson Ezinwa                                                          | 100m (m)   | 9e        | serie 6: 1ste in 10,31 kwartfinale 2: 4de in 10,38 halve finale 1: 4de in 10,23                       |
| Chidi Imoh                                                               | 100m (m)   | 8e        | serie 8: 1ste in 10,47 kwartfinale 4: 3de in 10,21 halve finale 1: 5de in 10,30 finale: 8ste in 10,26 |
| Olapade Adeniken                                                         | 200m (m)   | 5e        | serie 7: 1ste in 20,79 kwartfinale 2: 2de in 20,47 halve finale 2: 3de in 20,39 finale: 5de in 20,50  |
| Oluyemi Kayode                                                           | 200m (m)   | 7e        | serie 3: 1ste in 20,42 kwartfinale 3: 2de in 20,22 halve finale 1: 4de in 20,23 finale: 7de in 20,67  |
| Sunday Bada                                                              | 400m (m)   | 10e       | serie 8: 2de in 45,38 kwartfinale 3: 4de in 45,34 halve finale 1: 5de in 45,36                        |
| Innocent Egbunike                                                        | 400m (m)   | 35e       | serie 5: 4de in 46,51                                                                                 |
| Olapade Adeniken Davidson Ezinwa Osmond Ezinwa Chidi Imoh Oluyemi Kayode | 4x100m (m) | Zilver    | serie 4: 1ste in 38,98 halve finale 2: 1ste in 38,21 finale: 2de in 37,98                             |
| Udeme Ekpeyong Emmanuel Okoli Hassan Bosso Sunday Bada                   | 4x400m (m) | 5e        | serie 2: 4de in 3.00,39 finale: 5de in 3.01,71                                                        |
|                                                                          |            |           | |
| Mary Onyali-Omagbemi                                                     | 100m (v)   | 7e        | serie 6: 2de in 11,37 kwartfinale 2: 3de in 11,28 halve finale 1: 4de in 11,30 finale: 7de in 11,15   |
| Christy Opara-Thompson                                                   | 100m (v)   | 13e       | serie 5: 2de in 11,39 kwartfinale 4: 4de in 11,42 halve finale 1: 6de in 11,47                        |
| Beatrice Utondu                                                          | 100m (v)   | 14e       | serie 7: 1ste in 11,30 kwartfinale 1: 2de in 11,31 halve finale 2: 8ste in 11,53                      |
| Mary Onyali-Omagbemi                                                     | 200m (v)   | 9e        | serie 1: 1ste in 23,06 kwartfinale 4: 3de in 22,60 halve finale 2: 5de in 22,60                       |
| Faith Idehen Mary Onyali Christy Opara-Thompson Beatrice Utondu          | 4x100m (v) | Brons     | serie 2: 2de in 42,39 finale: 3de in 42,81                                                            |

### Boksen
| Olympiër          | Discipline  | Resultaat | Prestatie |
| ----------------- | ----------- | --------- | --- |
| Moses Malagu      | -51kg (m)   | 9e        | 1ste ronde: W van IRL Buttimer: 12-8 2de ronde: V van CUB González: scheidsrechterlijke beslissing                                                                              |
| Mohammed Sabo     | -54kg (m)   | 5e        | 1ste ronde: W van POL Ciba: scheidsrechterlijke beslissing 2de ronde: W van THA Suwanyod: 16-7 kwartfinale: V van IRL McCullough: 13-31                                         |
| Moses Odion       | -60kg (m)   | 9e        | 1ste ronde: W van HUN Petrovics: 18-8 2de ronde: V van USA De La Hoya: 4-16 |
| James Mozez       | -63,5kg (m) | 17e       | 1ste ronde: V van PHI Chavez: 6-12 |
| Tajudeen Sabitu   | -67kg (m)   | 17e       | 1ste ronde: V van ROU Vaştag: 0-9 |
| David Defiagbon   | -71kg (m)   | 17e       | 1ste ronde: V van USA Márquez: 7-8 |
| Jacklord Jacobs   | -81kg (m)   | 9e        | 1ste ronde: vrij 2de ronde: V van EUN Zaulychny: 8-16 |
| David Izonritei   | -91kg (m)   | Zilver    | 1ste ronde: vrij 2de ronde: W van IRI Shiri: scheidsrechterlijke beslissing kwartfinale: W van CAN Johnson: 9-5 halve finale: W van NZL Tua: 12-7 finale: V van CUB Savón: 1-14 |
| Richard Igbineghu | +91kg (m)   | Zilver    | 1ste ronde: vrij 2de ronde: W van GHA Alhassan: walk-over kwartfinale: W van LTU Juškevičius: knock-out halve finale: W van BUL Rusinov: 9-7 finale: V van CUB Balado: 2-13     |

### Gewichtheffen
| Olympiër             | Discipline | Resultaat | Prestatie                                          |
| -------------------- | ---------- | --------- | -------------------------------------------------- |
| Gilbert Ojadi Aduche | +110kg (m) | DNF       | trekken: 4de met 180kg stoten: geen geldige poging |

### Handbal
| Olympiër | Discipline | Resultaat | Prestatie                                                                          |
| --- | ---------- | --------- | ---------------------------------------------------------------------------------- |
| Bridget Yamala Egwolosan Victoria Umunna Mary Soronadi Auta Olivia Sana Ngozi Opara Immaculate Nwaogu Mary Nwachukwu Agustina Nkechi Abi Mary Ihedioha Chiaka Lauretta Ihebom Eunice Idausa Barbara Diribe Uzoma Azuka Justina Anyiam Justina Akpulo Angela Ajodo | vrouwen    | 9e        | groep A: 4de V van Duitsland: 17-32 V van EUN: 18-26 V van Verenigde Staten: 21-23 |

| Groep A |                  |             |             |             |             |            |            |            |        |
| #       | Land             | Wedstrijden | Wedstrijden | Wedstrijden | Wedstrijden | Doelpunten | Doelpunten | Doelpunten | Punten |
| #       | Land             | G           | W           | G           | V           | V          | T          | Saldo      | Punten |
| 1       | EUN              | 3           | 3           | 0           | 0           | 77         | 56         | +21        | 6      |
| 2       | Duitsland        | 3           | 2           | 0           | 1           | 86         | 61         | +25        | 4      |
| 3       | Verenigde Staten | 3           | 1           | 0           | 2           | 55         | 76         | -21        | 2      |
| 4       | Nigeria          | 3           | 0           | 0           | 3           | 56         | 81         | -25        | 0      |

| Ronde      | Datum     | Plaats           | Land  | Score   | Land |
| ---------- | --------- | ---------------- | ----- | ------- | ---- |
| Groepsfase |           |                  |       |         |      |
| 30 juli    | Barcelona | Duitsland        | 32-17 | Nigeria |      |
| 1 augustus | Barcelona | Nigeria          | 18-26 | EUN     |      |
| 3 augustus | Barcelona | Verenigde Staten | 23-21 | Nigeria |      |

### Judo
| Olympiër              | Discipline | Resultaat | Prestatie                                                                                     |
| --------------------- | ---------- | --------- | --------------------------------------------------------------------------------------------- |
| Majemite Omagbaluwaje | -71kg (m)  | 34e       | 1ste ronde: V van ITA Sulli: ippon                                                            |
| Suleman Musa          | -78kg (m)  | 13e       | 1ste ronde: vrij 2de ronde: V van SWE Adolfsson: ippon herkansingen: V van MGL Dorjbat: ippon |

### Tafeltennis
| Olympiër                   | Discipline     | Resultaat | Prestatie                                                                                             |
| -------------------------- | -------------- | --------- | --- |
| Yomi Bankole               | enkelspel (m)  | 33e       | groep K: 3de V van JPN Matsuhita: 0-2 V van CHN Wang: 0-2 W van KSA Hamdan: 2-0                       |
| Atanda Musa                | enkelspel (m)  | 33e       | groep A: 3de V van Onafhankelijk deelnemer Kalinic: 0-2 V van FRA Gatien: 0-2 W van NZL Bower: 2-0    |
| Sule Olaleye               | enkelspel (m)  | 33e       | groep I: 3de V van PRK Li: 1-2 V van Onafhankelijk deelnemer Lupulesku: 1-2 W van LBA El-Mahjoub: 2-0 |
| Yomi Bankole Segun Toriola | dubbelspel (m) | 17e       | groep G: 3de V van CHN Ma/Yu: 1-2 V van GBR Cooke/Prean: 0-2 W van CUB Arado/Roque: 2-0               |
| Atanda Musa Sule Olaleye   | dubbelspel (m) | 17e       | groep H: 3de V van POL Grubba/Kucharski: 0-2 V van FRA Eloi/Gatien: 0-2 W van NZL Bower/Jackson: 2-0  |
|                            |                |           | |
| Bose Kaffo                 | enkelspel (m)  | 33e       | groep N: 3de V van NED Vriesekoop: 0-2 V van BUL Gergelcheva: 0-2 W van BRA Doti: 2-1                 |
| Abiola Odumosu             | enkelspel (m)  | 49e       | groep P: 4de V van EUN Timina: 0-2 V van PER González: 0-2 V van JPN Yamashita-Kaizu: 0-2             |
| Bose Kaffo Abiola Odumosu  | dubbelspel (v) | 17e       | groep G: 3de V van EUN Palina/Timina: 0-2 V van PRK Wi/Kim: 0-2 W van ESP Gauchia/Godes: 2-0          |

### Worstelen
| Olympiër             | Discipline  | Resultaat   | Prestatie                                                                       |
| Vrije stijl          | Vrije stijl | Vrije stijl | Vrije stijl                                                                     |
| -------------------- | ----------- | ----------- | ------------------------------------------------------------------------------- |
| Amos Ojo Adekunle    | -48kg (m)   | 15e         | groep A: 8ste V van CAN Petryshen: 4-7 V van MGL Khosbayar: 4-19                |
| Joe Oziti            | -52kg (m)   | 17e         | groep A: 9de V van PRK Ri: 0-15 V van BUL Yordanov: 2-3                         |
| Tebe Dorgu           | -57kg (m)   | 17e         | groep A: 9de V van HUN Nagy: 1-5 V van GER Scheibe: 0-5                         |
| Ibo Oziti            | -68kg (m)   | 11e         | groep A: 6de V van TUR Özbaş: 2-4 W van GBR McNeil: 4-0 V van USA Saunders: 0-4 |
| Enekpedekumoh Okporu | -82kg (m)   | 15e         | groep A: 8ste V van HUN Dvorák: 0-2 V van BUL Sofiadi: 1-4                      |

### Zwemmen
| Olympiër         | Discipline           | Resultaat | Prestatie               |
| ---------------- | -------------------- | --------- | ----------------------- |
| Musa Bakare      | 50m vrije slag (m)   | 41e       | serie 6: 6de in 24,13   |
| Musa Bakare      | 100m vlinderslag (m) | 52e       | serie 3: 5de in 58,36   |
|                  |                      |           |                         |
| Joshua Ikhaghomi | 50m vrije slag (v)   | 39e       | serie 3: 7de in 27,53   |
| Joshua Ikhaghomi | 100m vrije slag (v)  | 42e       | serie 1: 3de in 1.00,72 |

Albanië · Algerije · Amerikaanse Maagdeneilanden · Amerikaans-Samoa · Andorra · Angola · Antigua en Barbuda · Argentinië · Aruba · Australië · Bahama's · Bahrein · Bangladesh · Barbados · België · Belize · Benin · Bermuda · Bhutan · Bolivia · Bosnië en Herzegovina · Botswana · Brazilië · Britse Maagdeneilanden · Bulgarije · Burkina Faso · Canada · Centraal-Afrikaanse Republiek · Chili · China · Chinees Taipei · Colombia · Congo-Brazzaville · Cookeilanden · Costa Rica · Cuba · Cyprus · Denemarken · Djibouti · Dominicaanse Republiek · Duitsland · Ecuador · Egypte · El Salvador · Equatoriaal-Guinea · Estland · Ethiopië · Fiji · Filipijnen · Finland · Frankrijk · Gabon · Gambia · Gezamenlijk team · Ghana · Grenada · Griekenland · Groot-Brittannië · Guam · Guatemala · Guinee · Guyana · Haïti · Honduras · Hongarije · Hongkong · Ierland · IJsland · India · Indonesië · Irak · Iran · Israël · Italië · Ivoorkust · Jamaica · Japan · Jemen · Jordanië · Kaaimaneilanden · Kameroen · Kenia · Koeweit · Kroatië · Laos · Lesotho · Letland · Libanon · Libië · Liechtenstein · Litouwen · Luxemburg · Madagaskar · Malawi · Malediven · Maleisië · Mali · Malta · Marokko · Mauritanië · Mauritius · Mexico · Monaco · Mongolië · Mozambique · Myanmar · Namibië · Nederland · Nederlandse Antillen · Nepal · Nicaragua · Nieuw-Zeeland · Niger · Nigeria · Noord-Korea · Noorwegen · Oeganda · Oman · Oostenrijk · Pakistan · Panama · Papoea-Nieuw-Guinea · Paraguay · Peru · Polen · Portugal · Puerto Rico · Qatar · Roemenië · Rwanda · Saint Vincent‑Grenadines · Salomonseilanden · Samoa · San Marino · Saoedi-Arabië · Senegal · Seychellen · Sierra Leone · Singapore · Slovenië · Soedan · Spanje · Sri Lanka · Suriname · Swaziland · Syrië · Tanzania · Thailand · Togo · Tonga · Trinidad en Tobago · Tsjaad · Tsjecho-Slowakije · Tunesië · Turkije · Uruguay · Vanuatu · Venezuela · Verenigde Arabische Emiraten · Verenigde Staten · Vietnam · Zaïre · Zambia · Zimbabwe · Zuid-Afrika · Zuid-Korea · Zweden · Zwitserland · Onafhankelijke olympische deelnemers